# ГЕС Retiro Baixo
ГЕС Retiro Baixo – гідроелектростанція на сході Бразилії у штаті Мінас-Жерайс на річці Параопеба, правій притоці Сан-Франсиску (впадає в Атлантичний океан північніше від міста Салвадор).
В межах проекту річку перекрили комбінованою земляною та кам’яно-накидною з глиняним ядром греблею висотою 45 метрів та довжиною 1352 метри, котра потребувала 2,2 млн м3 матеріалу. Ця споруда утворює витягнуте по долині річки на 37,6 км водосховище з середньою шириною 0,7 км та площею поверхні 22,6 км2. Воно має корисний об’єм у 242 млн м3 та припустиме коливання рівня між позначками 614 та 616 метрів НРМ (максимальний рівень 617 метрів НРМ). Можливо відзначити, що станція Retiro Baixo знаходиться у 62 км від устя річки, але всього в 6 км від початку водосховища ГЕС Трес-Мар’яс, гребля якої знаходиться на Сан-Франсиску, проте створює сильний підпір і на її притоці Параопеба.
По ліву сторону від греблі облаштований машинний зал, подача води до якого організована спочатку через канал довжиною 245 метрів з шириною по дну від 35 до 13,5 метрів, котрий переходить у два водоводи з діаметром 6,2 метра. Основне обладнання станції становлять дві турбіни типу Каплан, які при напорі у 38,6 метра повинні видавати потужність у 42,35 МВт кожна (мінімальний напір становить 36 метрів).
Видача продукції відбувається по ЛЕП, розрахованій на роботу під напругою 138 кВ.